# 린제이 켐프

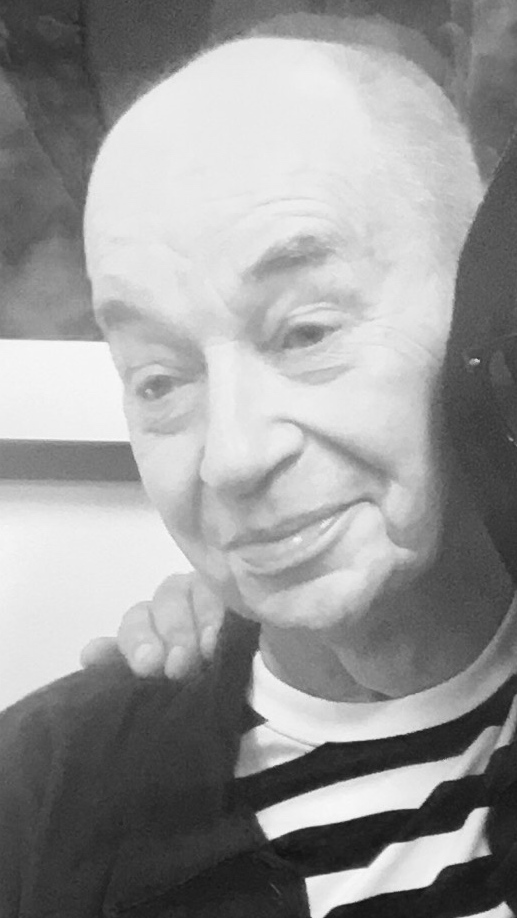
린제이 켐프

린제이 켐프(Lindsay Kemp, 1938년 5월 3일 ~ 2018년 8월 25일)는 잉글랜드 체셔주 태생의 무용가, 배우, 교사, 마임 아티스트, 안무가다. 자신이 게이임을 밝혔다.

## 생애
켐프의 아버지는 선원이었지만, 1940년 바다에서 실종되었다. 켐프 자신의 말에 따르면, 그는 아주 어릴 때부터 춤을 추었다고 한다. "전 부엌 식탁에서 춤을 추며 이웃들을 즐겁게 했습니다. 그게, 사우스실즈에서 꼬마애가 화장하고 포앵트 춤을 춘다는 건 우스꽝스런 일이었지요. 어머니는 이를 참을 수 없었던 것이었는지 8세의 저를 기숙 학교로 보내셨습니다. 약간 상식을 넣어주려고 하던게 아닐까 싶네요."
켐프의 어머니는 사우스실즈에서 떨어진 곳에 살게 되고, 켐프는 워킹엄 근처의 베어우드 대학에 입학했다. 이 학교는 상선원 자제가 다니는 학교였다. 켐프와 어머니는 나중에 요크셔주의 브래드퍼드로 이사했다. 여기서 켐프는 브래드퍼드 예술 대학에 입학했다. 그 후 힐데 홀가에게는 춤을 배우고 마르셀 마르소에게는 마임을 배웠다. 1963년 크리스토퍼 플러머 주연, 크론보르 성 배경으로 영화화된 BBC의 셰익스피어 탄생 400주년 기획 《햄릿》에서 켐프는 극중극의 여왕의 역할을 해냈다.
켐프는 1960년대 초기에 자신의 무용단을 결성했지만, 처음으로 각광을 받은 것은 1968년 에딘버러 페스티벌에 출연하면서 부터이다. 1970년대 초반쯤 린지 켐프는 댄스와 마임 교사로서 인기가 있었다. 데이비드 보위, 케이트 부시가 켐프의 클래스에 참가했다. 1970년대 활동으로는 데이비드 보위가 지기 스타더스트 명의로 한 일련의 공연으로, 예를 들어 1972년 8월의 런던 레인보우 극장 공연 등에 출연했다. 또한 믹 락이 감독한 보위의 싱글 〈John, I'm Only Dancing〉의 홍보 영상에도 잭 버켓과 함께 등장한다. 1979년 켐프는 영국에서 스페인으로 이주하였고, 최소 2002년 이탈리아 로마 토디에 이주했다.
켐프는 영화에서 주로 조연을 연기했다. 예를 들어, 케이트 부시의 단편 영화 《The Line, the Cross & the Curve》 (1994)과, 데릭 저먼의 《세바스찬》 (1976)에서 댄서를 《축제》 (1977)에서 카바레 출연자 역을 연기했다. 토드 헤인즈의 《벨벳 골드마인》(1998)에서는 마임 숙녀를, 안소니 쉐퍼 감독 《위커 맨》(1973)에서는 여관 주인을 맡았다.
출연한 무대 연극으로는 Pierrot In Turquoise, Flowers, Salome, Mr Punch's Pantomime, A Midsummer Night’s Dream, Duende, Nijinskij, Alice, Cenerentola (Cinderella), Sogno di Nijinscky or Nijinscky il matto (1983), Facade, The Big Parade, Alice, Onnagata, Cinderella, Varieté, Dream Dances, 등이 있다. 또한 발레로는 Rambert, Parades Gone By (1975), Cruel Garden (1977)가 있다.
1991년 다큐멘터리 영화 《Travelling Light》는 린지 켐프를 다룬 다큐멘터리다.